# Seznam zápasů české fotbalové reprezentace 2018
Seznam zápasů české fotbalové reprezentace 2018 uvádí přehled všech utkání tohoto reprezentačního výběru, jež sehrál během roku 2018. Celkově nastoupil k deseti zápasům, z nichž polovinu, tedy pět, vyhrál a zbylých pět prohrál. Čtyři utkání se započítávaly do Ligy národů UEFA, dva se odehrály v rámci turnaje China Cup a zbylé čtyři byly přátelské. Z počátku roku trénoval mužstvo Karel Jarolím, jehož po utkání s Ruskem vystřídal Jaroslav Šilhavý.

## Přehled zápasů
| 23. března 2018 China Cup    |       |       |                                                                            |
| Uruguay                      | 2 – 0 | Česko | Guangxi Sports Center, Nan-ning diváci: 22 537 rozhodčí: Saoud Ali Al-Adba |
| Suárez 10' (pen.) Cavani 37' |       |       | Guangxi Sports Center, Nan-ning diváci: 22 537 rozhodčí: Saoud Ali Al-Adba |

| 26. března 2018 China Cup |       |                                                 |                                                                      |
| Čína                      | 1 – 4 | Česko                                           | Guangxi Sports Center, Nan-ning diváci: 15 013 rozhodčí: Chris Beath |
| Fan 5'                    |       | 58' Kalas 59' Schick 62' Krmenčík 79' Kadeřábek | Guangxi Sports Center, Nan-ning diváci: 15 013 rozhodčí: Chris Beath |

| 1. června 2018 přátelský |       |                                              |                                                             |
| Česko                    | 0 – 4 | Austrálie                                    | NV Arena, St. Pölten diváci: 665 rozhodčí: Alexander Harkam |
|                          |       | 32', 72' Leckie 54' Nabbout 80' (vla.) Jugas | NV Arena, St. Pölten diváci: 665 rozhodčí: Alexander Harkam |

| 6. června 2018 přátelský |       |         |                                                                          |
| Česko                    | 1 – 0 | Nigérie | Rudolf-Tonn-Stadion, Schwechat diváci: 3 200 rozhodčí: Julian Weinberger |
| Kalas 25'                |       |         | Rudolf-Tonn-Stadion, Schwechat diváci: 3 200 rozhodčí: Julian Weinberger |

| 6. září 2018 Liga národů UEFA |       |                                |                                                                                    |
| Česko                         | 1 – 2 | Ukrajina                       | Městský fotbalový stadion, Uherské Hradiště diváci: 7 974 rozhodčí: Anthony Taylor |
| Schick 4'                     |       | 45' Konopljanka 90+3' Zinčenko | Městský fotbalový stadion, Uherské Hradiště diváci: 7 974 rozhodčí: Anthony Taylor |

| 10. září 2018 přátelský                                    |       |            |                                                            |
| Rusko                                                      | 5 – 1 | Česko      | Rostov Arena, Rostov diváci: 45 000 rozhodčí: Aljar Agajev |
| Jonov 8', 29' (pen.) Zabolotnyj 24' Jerochin 78' Poloz 83' |       | 74' Souček | Rostov Arena, Rostov diváci: 45 000 rozhodčí: Aljar Agajev |

| 13. října 2018 Liga národů UEFA |       |                         |                                                                  |
| Slovensko                       | 1 – 2 | Česko                   | City Arena Trnava, Trnava diváci: 17 251 rozhodčí: Slavko Vinčič |
| Hamšík 62'                      |       | 52' Krmenčík 76' Schick | City Arena Trnava, Trnava diváci: 17 251 rozhodčí: Slavko Vinčič |

| 16. října 2018 Liga národů UEFA |       |       |                                                                      |
| Ukrajina                        | 1 – 0 | Česko | Stadion Metalist, Charkov diváci: 32 000 rozhodčí: Gediminas Mazeika |
| Malinovskyj 43'                 |       |       | Stadion Metalist, Charkov diváci: 32 000 rozhodčí: Gediminas Mazeika |

| 15. listopadu 2018 přátelský |       |            |                                                             |
| Polsko                       | 0 – 1 | Česko      | PGE Arena, Gdaňsk diváci: 34 783 rozhodčí: Stephan Klossner |
|                              |       | 52' Jankto | PGE Arena, Gdaňsk diváci: 34 783 rozhodčí: Stephan Klossner |

| 19. listopadu 2018 Liga národů UEFA |       |           |                                                                    |
| Česko                               | 1 – 0 | Slovensko | Sinobo Stadium, Praha diváci: 16 623 rozhodčí: Alejandro Hernandez |
| Schick 32'                          |       |           | Sinobo Stadium, Praha diváci: 16 623 rozhodčí: Alejandro Hernandez |